# Plaza Islas Malvinas (Ushuaia)
La plaza Islas Malvinas se encuentra en la costanera de Ushuaia, capital de la provincia de Tierra del Fuego, Antártida e Islas del Atlántico Sur, Argentina y contiene el Mural escultórico Héroes de Malvinas, monumento  nacional declarado por la ley 25.384 sancionada el 30 de noviembre de 2000 y promulgada el 3 de enero de 2001. La plaza y el mural homenajean a los caídos en la guerra de 1982.

## Historia y características

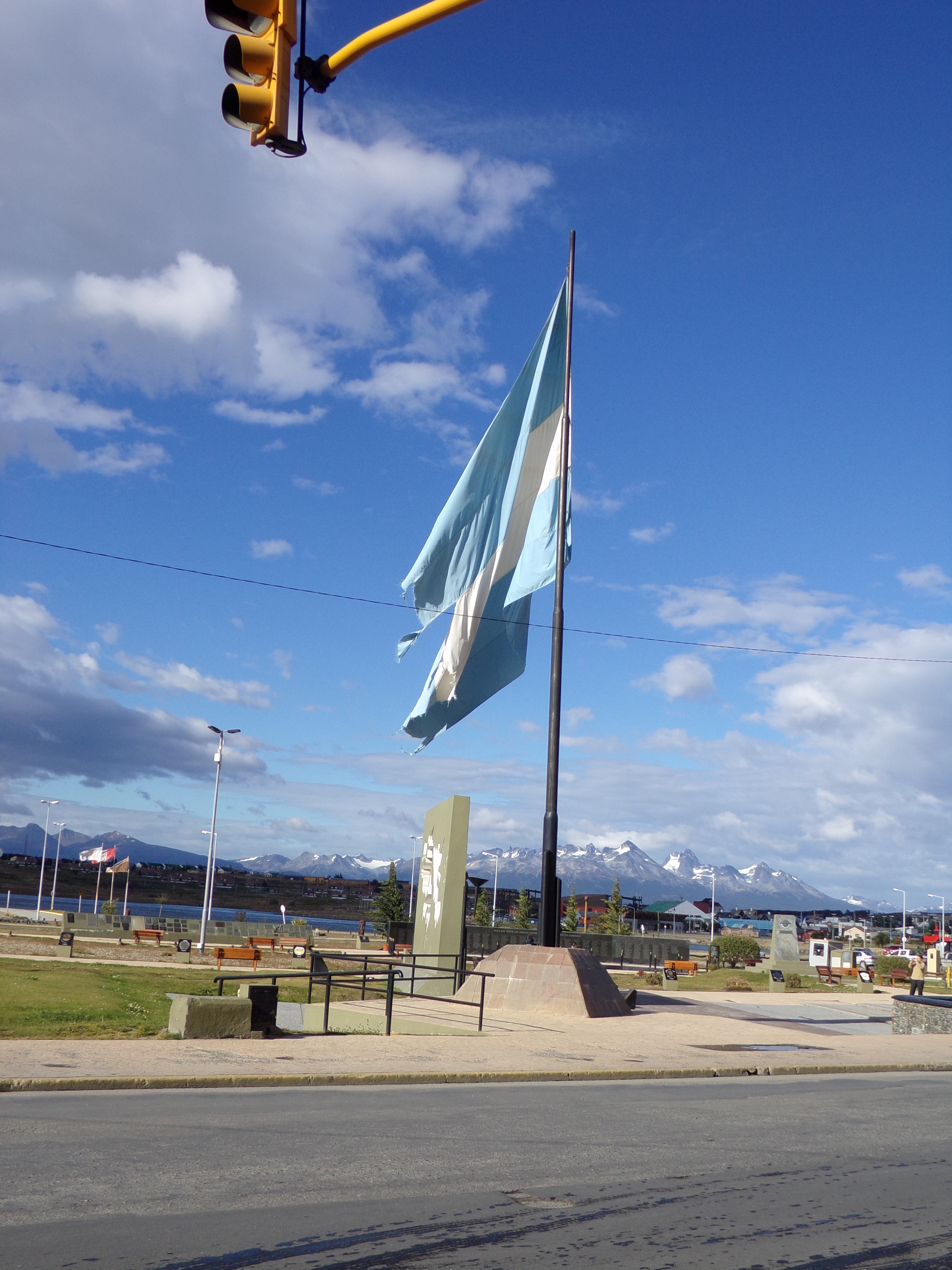
Mástil con la bandera argentina.

El monumento y la plaza fueron inaugurados el 2 de abril de 1994. Éste comenzó a construirse en 1988 por un grupo de jóvenes liderados por la artista Vilma Natero.
Luego fue pasado a bronce fundido por Humberto Colatruglio, en su broncería artística de la ciudad de Quilmes, provincia de Buenos Aires; posteriornente fue trasladado nuevamente a la ciudad de Ushuaia, para ser emplazado en la plaza.[cita requerida] Por iniciativa parlamentaria del Senador Nacional Gerardo Luis Palacios fue declarado Monumento Nacional en 2001.
En 2011 se presentó un proyecto de ampliación de la plaza que inició en febrero de 2012. Allí se colocó un monumento que incluye un cenotafio con una llama eterna, un parque de césped sintético, y una pared de 20 metros de largo y 1,80 de altura que posee los nombres de los 649 argentinos caídos durante la guerra de las Malvinas de 1982. Fue diseñado por Micaela Barroca y Alberto Santos.
La plaza posee un mástil llamado Puerto Argentino cuya bandera se cambia todos los años en la vigilia de los aniversarios del inicio de la guerra de 1982. Dicha vigilia se realiza en las noches del 1 de abril de cada año en la plaza. Allí participan excombatientes y vecinos de la ciudad.
La plaza fue el sitio donde se realizó el 2 de abril de 2012 el acto oficial por el 30° aniversario del inicio de la guerra. El acto fue encabezado por la entonces presidenta Cristina Fernández de Kirchner.
En 2015 se construyó en la plaza una ermita donde la noche del 1 de abril del mismo año se colocó una imagen de la Virgen María bendecida por el Papa Francisco y que recorrió toda la Argentina continental, el cementerio de Darwin y la Antártida Argentina, finalizando en Ushuaia. Se trata de una réplica de la Virgen de Nuestra Señora de Luján, bajo la advocación de Nuestra Señora de Malvinas.

## Galería

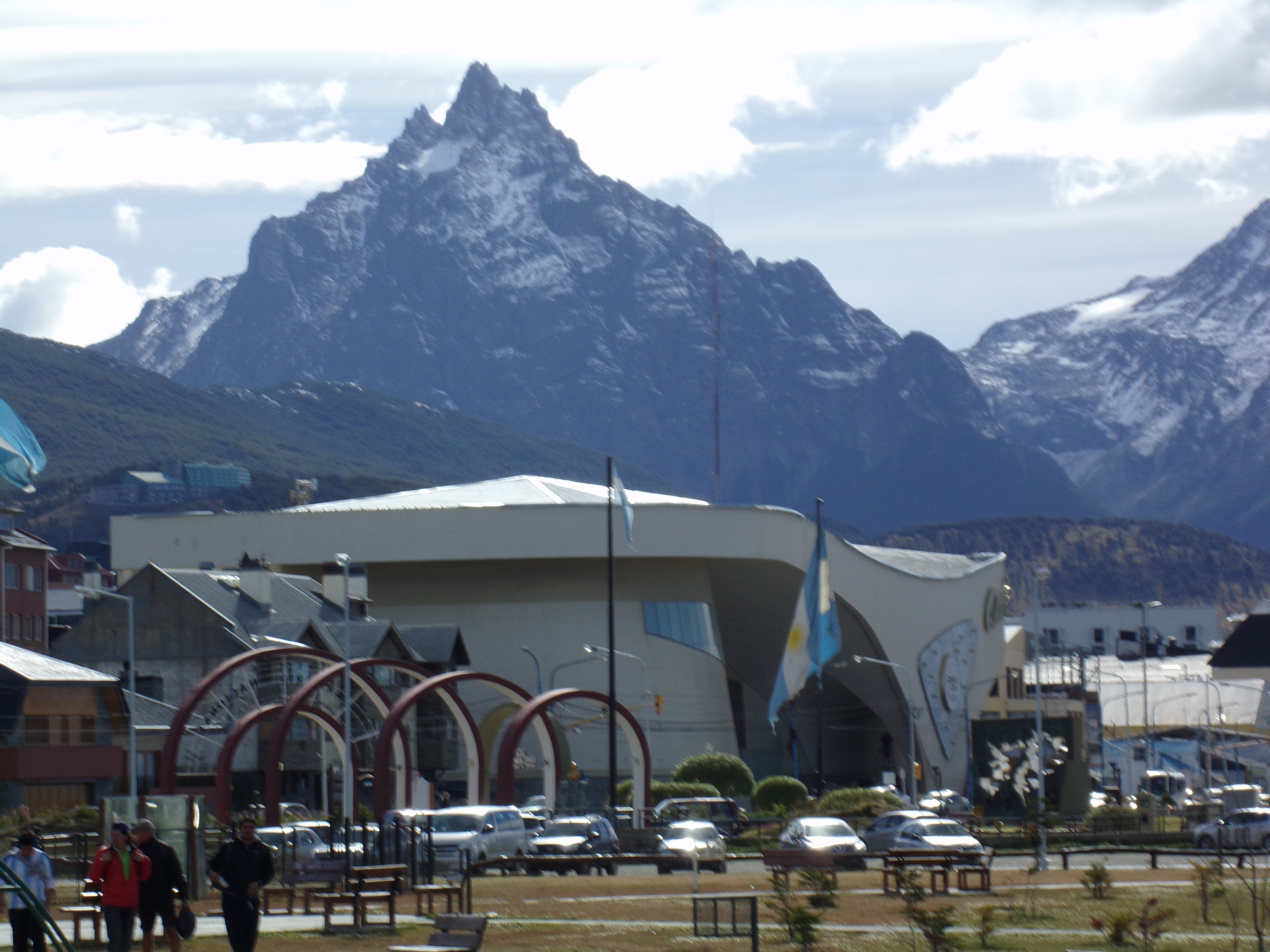
La plaza con el monte Olivia detrás.
- Acto del 2 de abril de 2010 en la plaza.
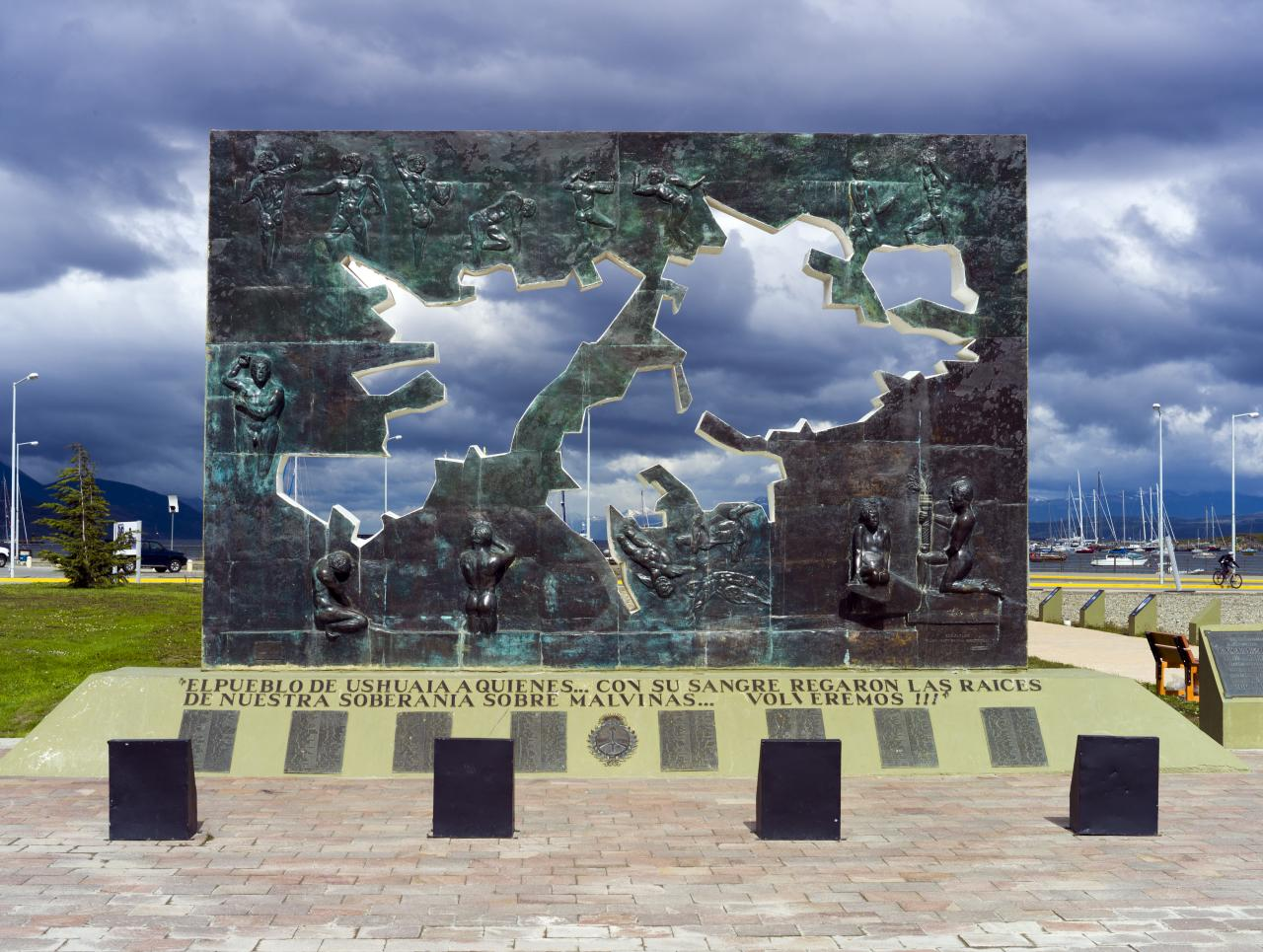
Detalle del mural.
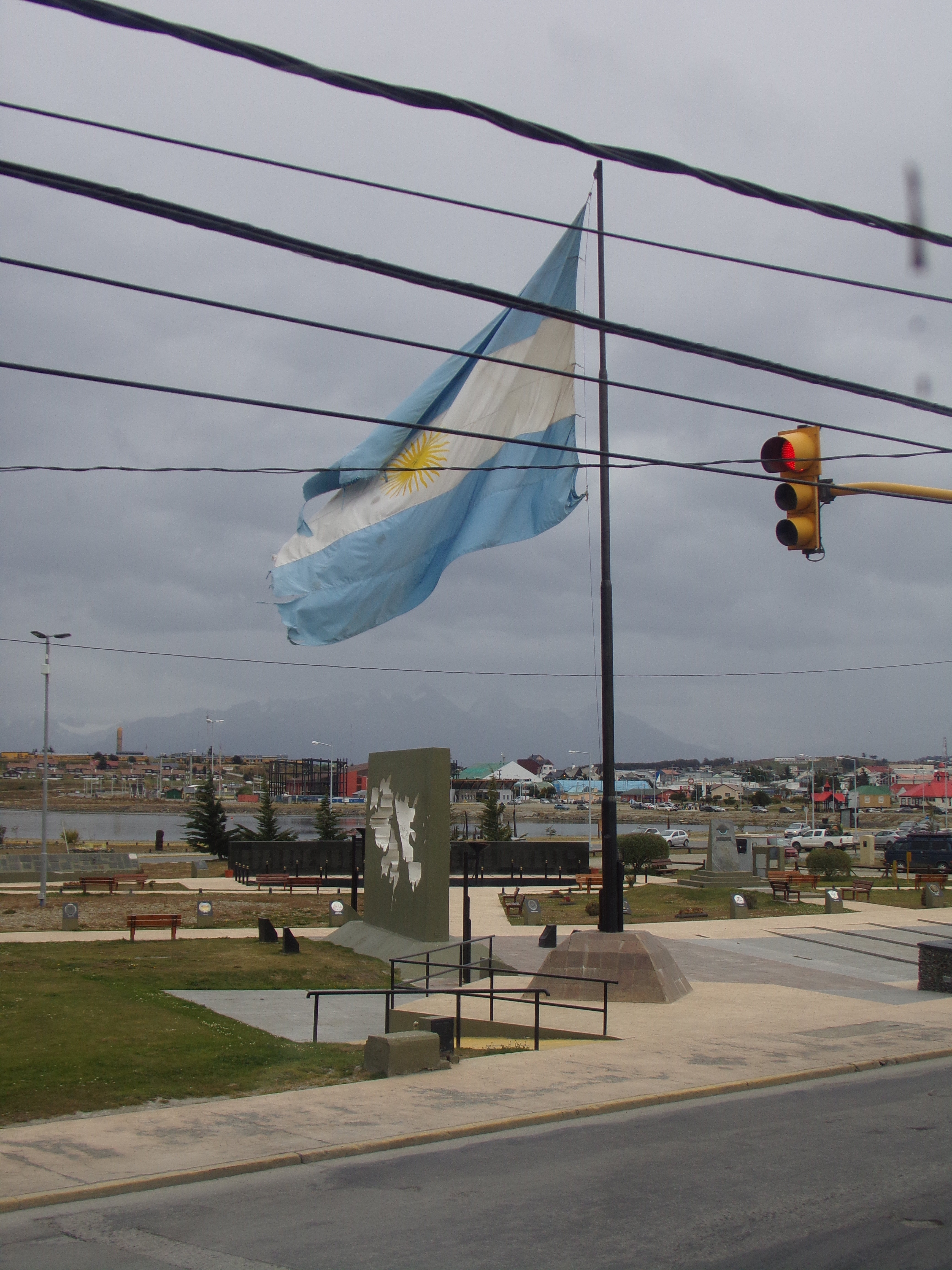
Bandera argentina.
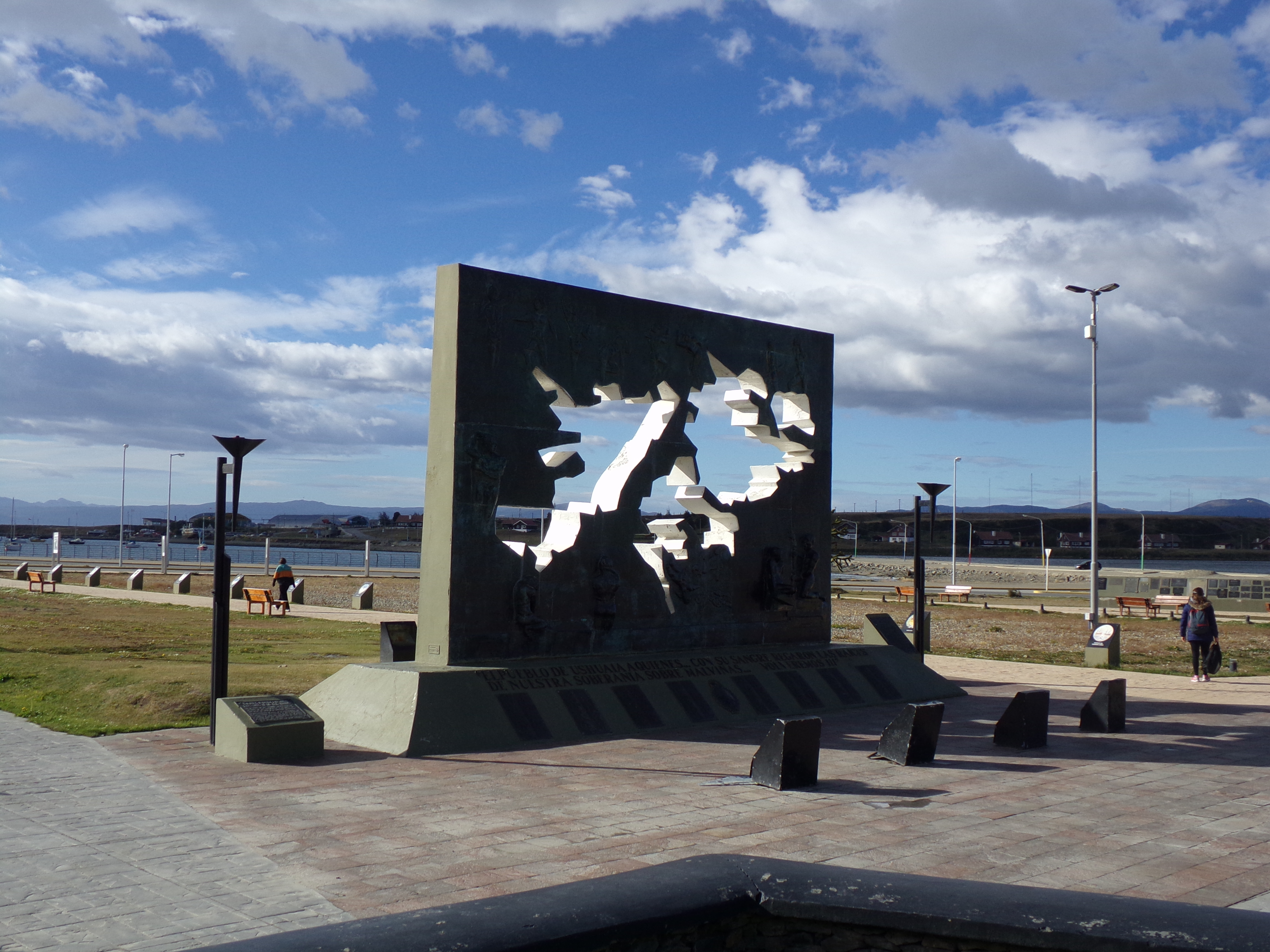
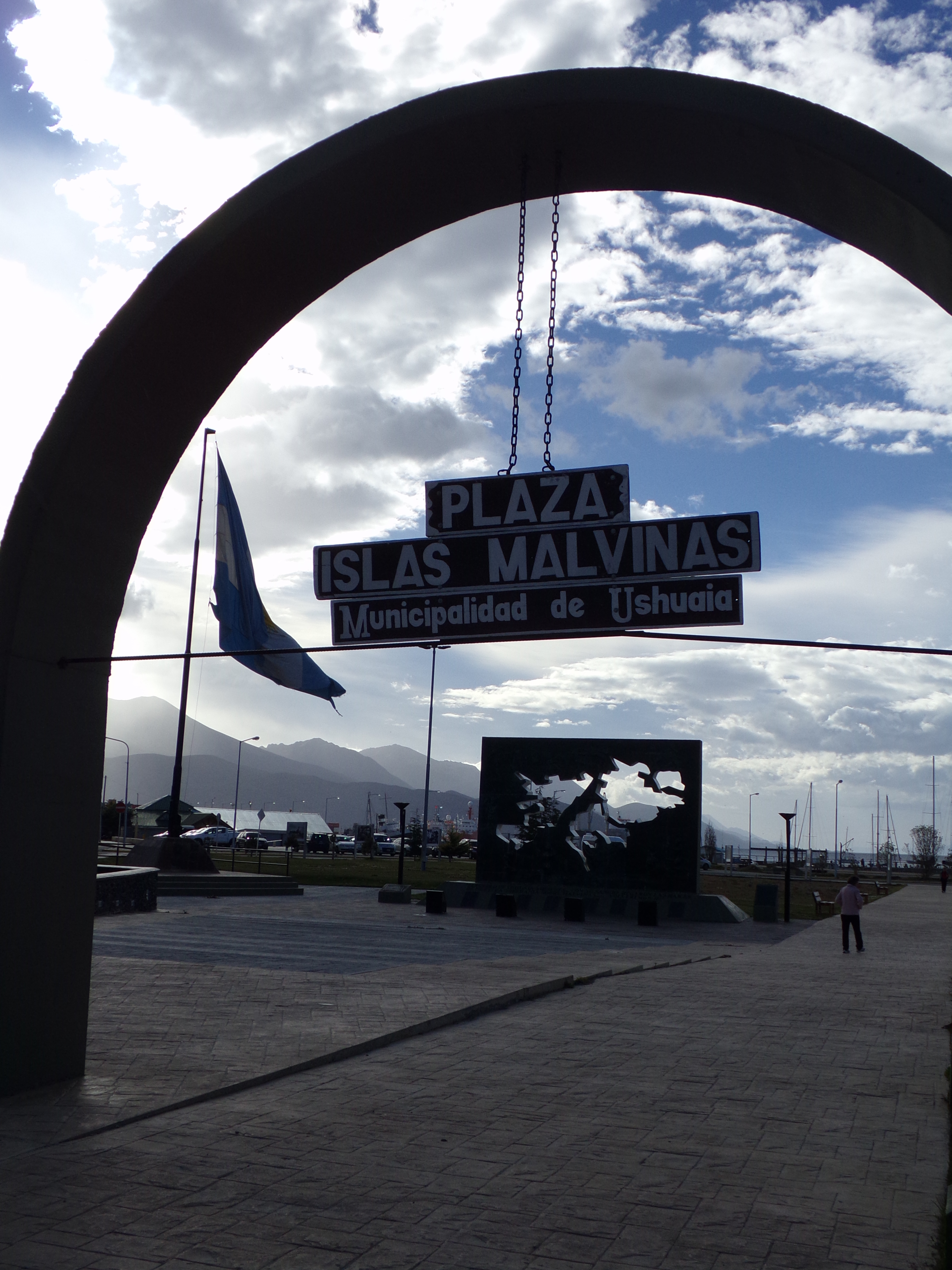
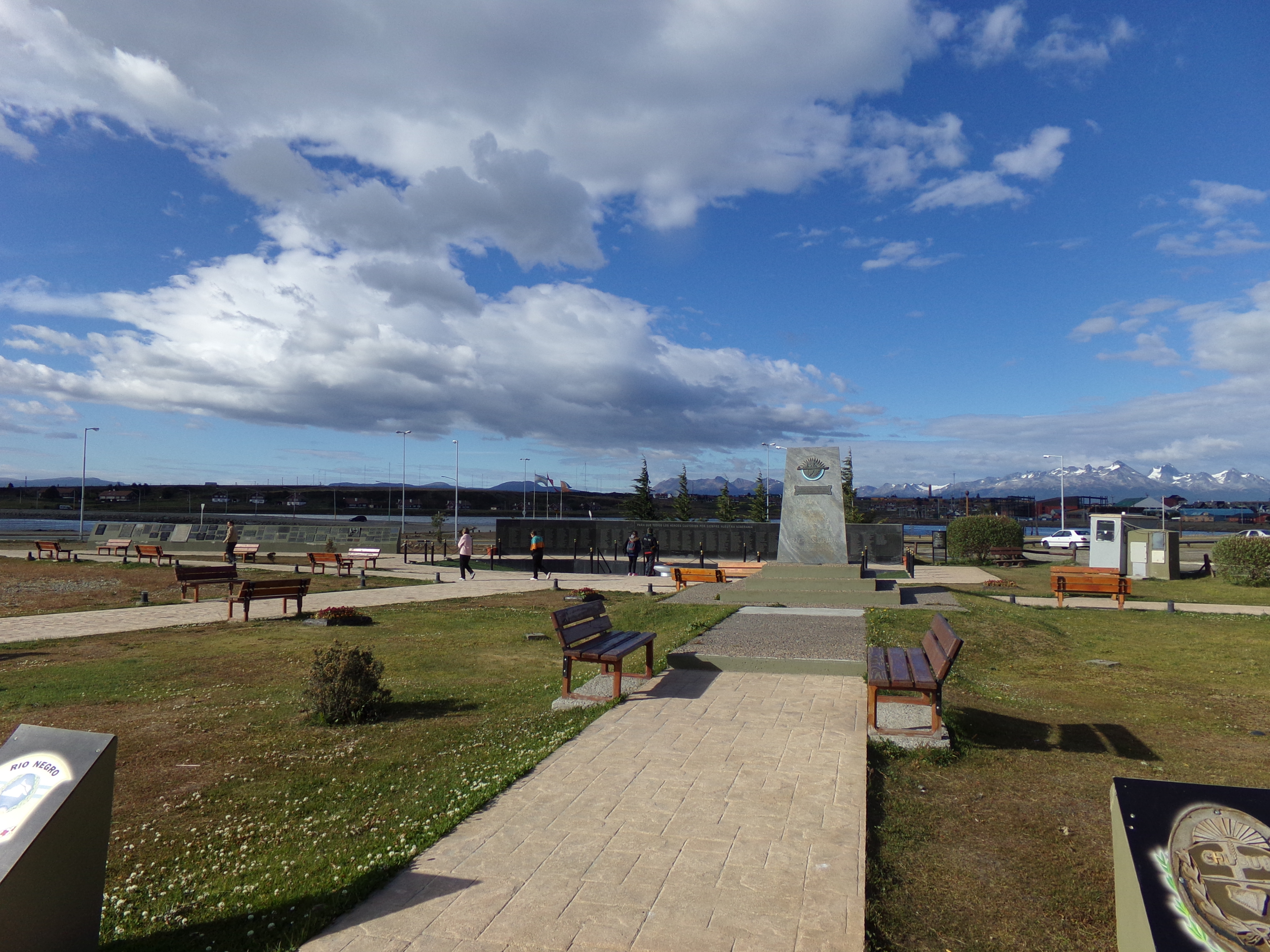
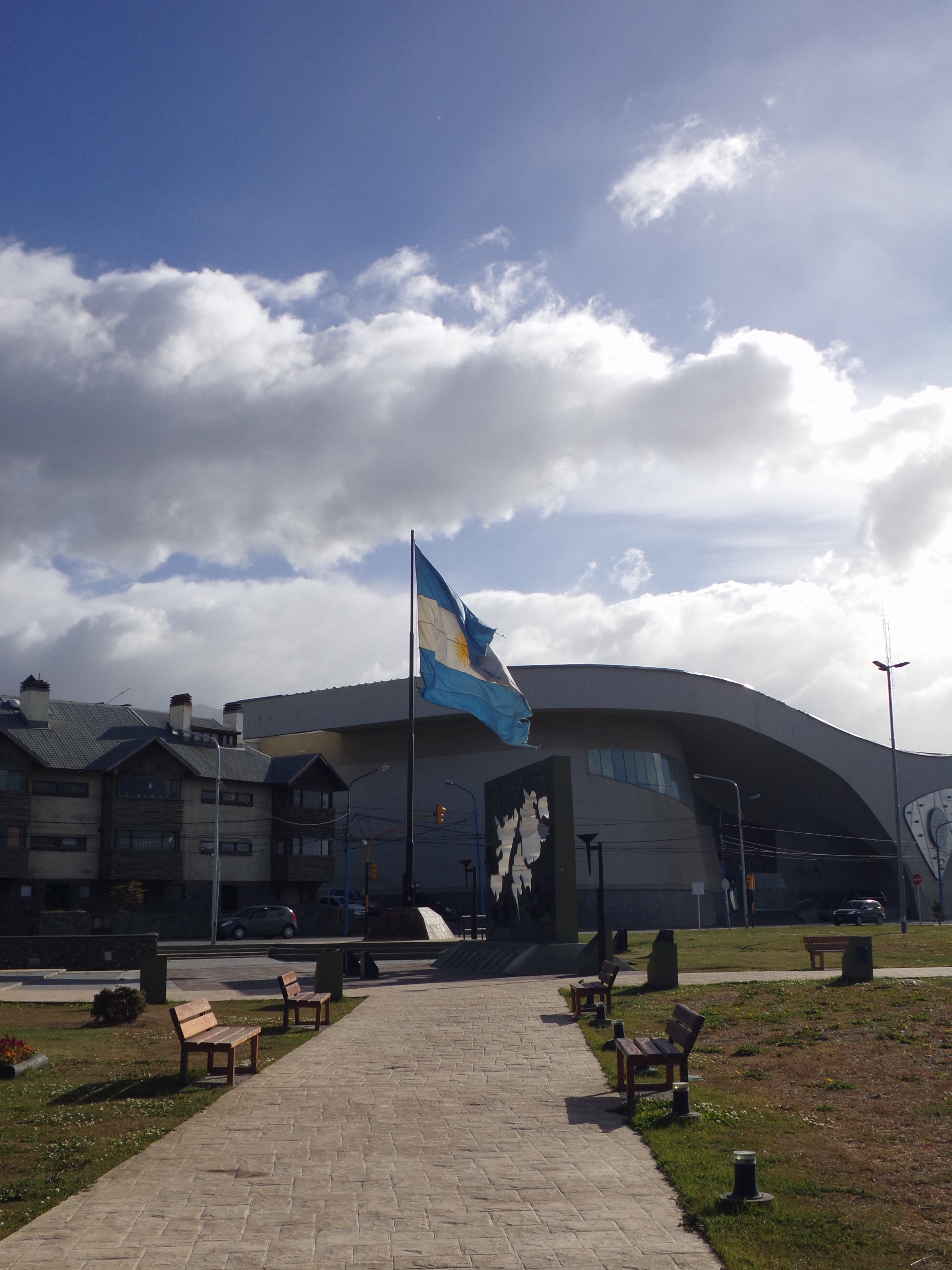
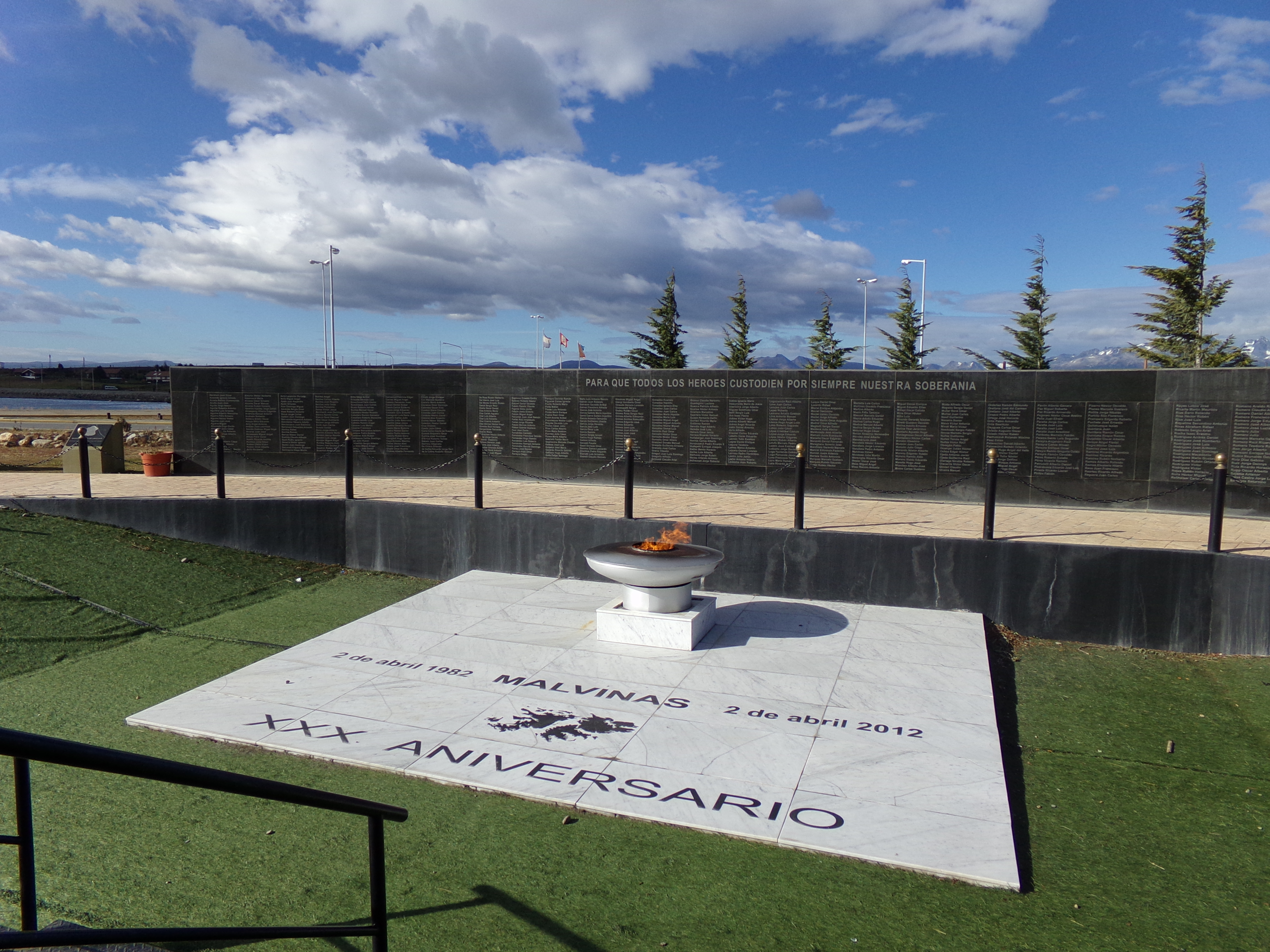
Cenotafio.
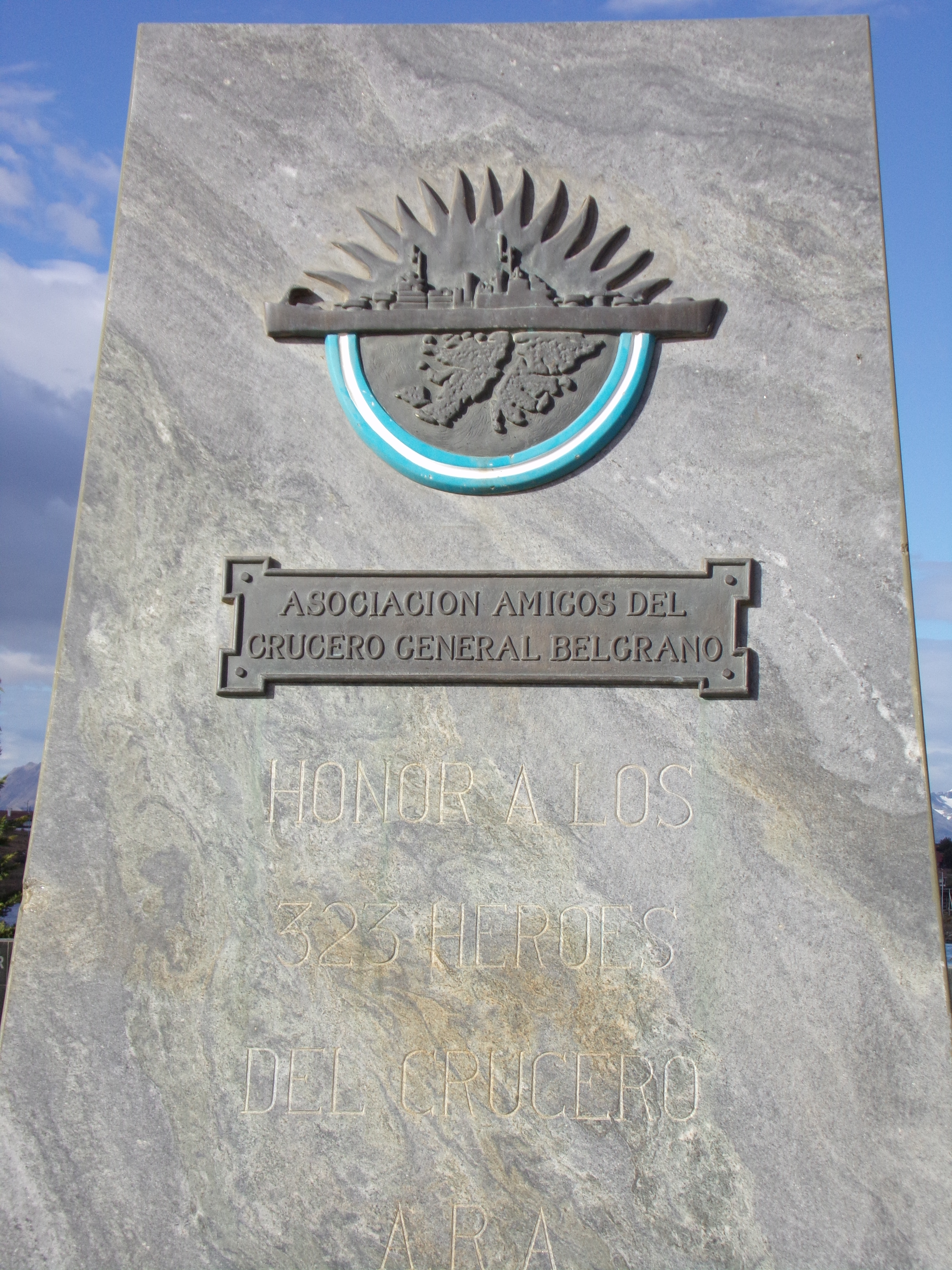
Monumento del Hundimiento del Belgrano.
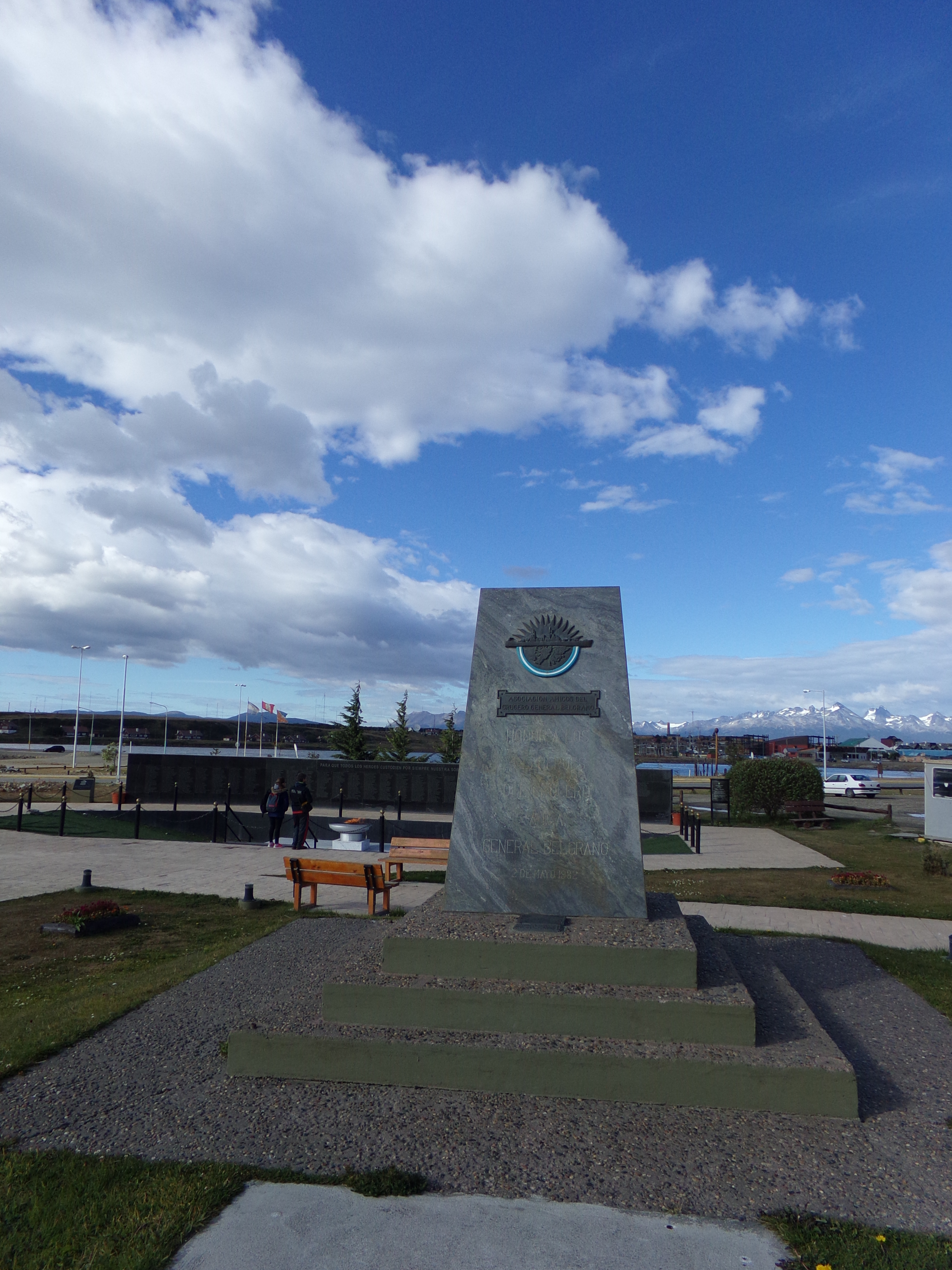
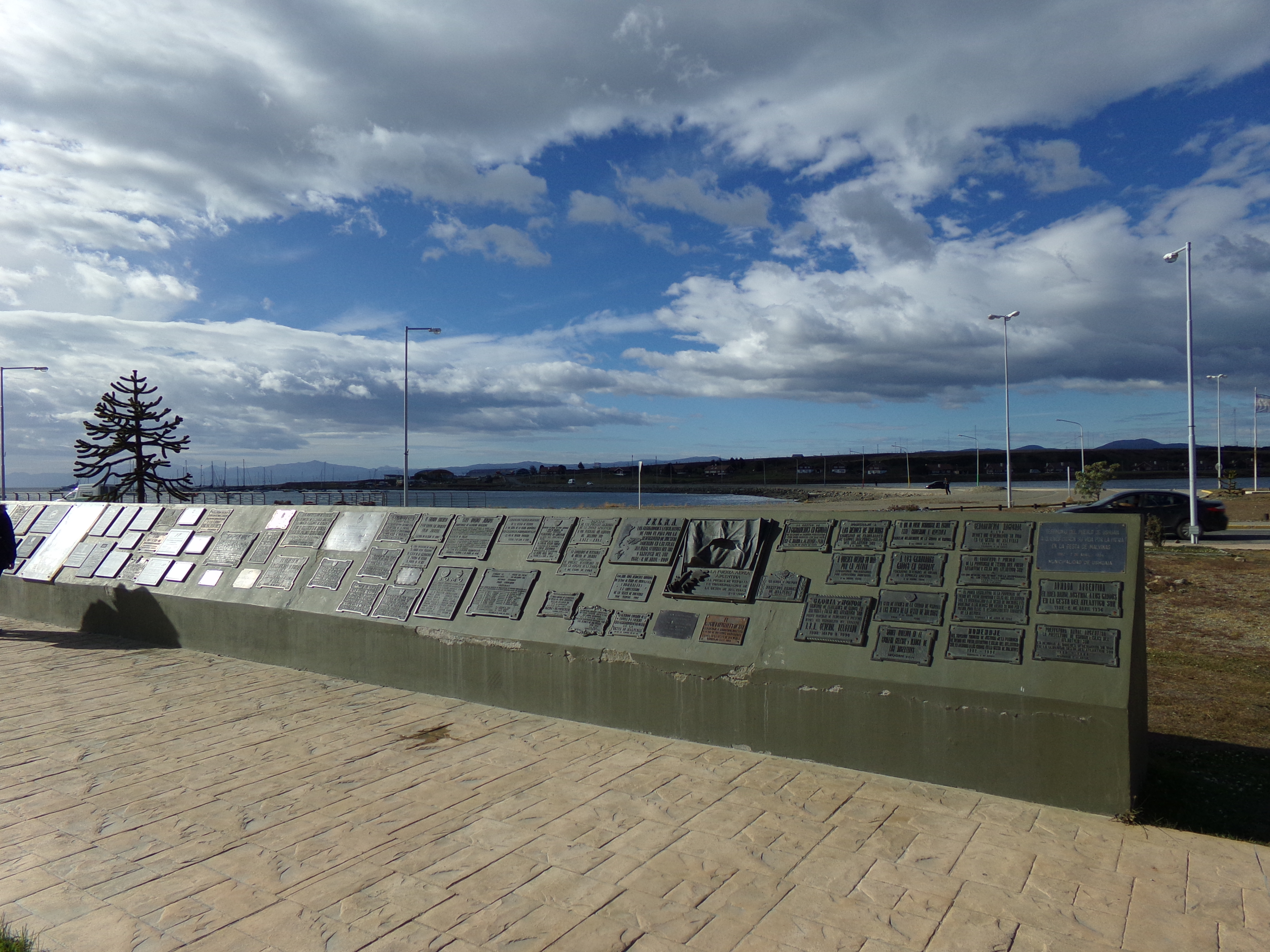
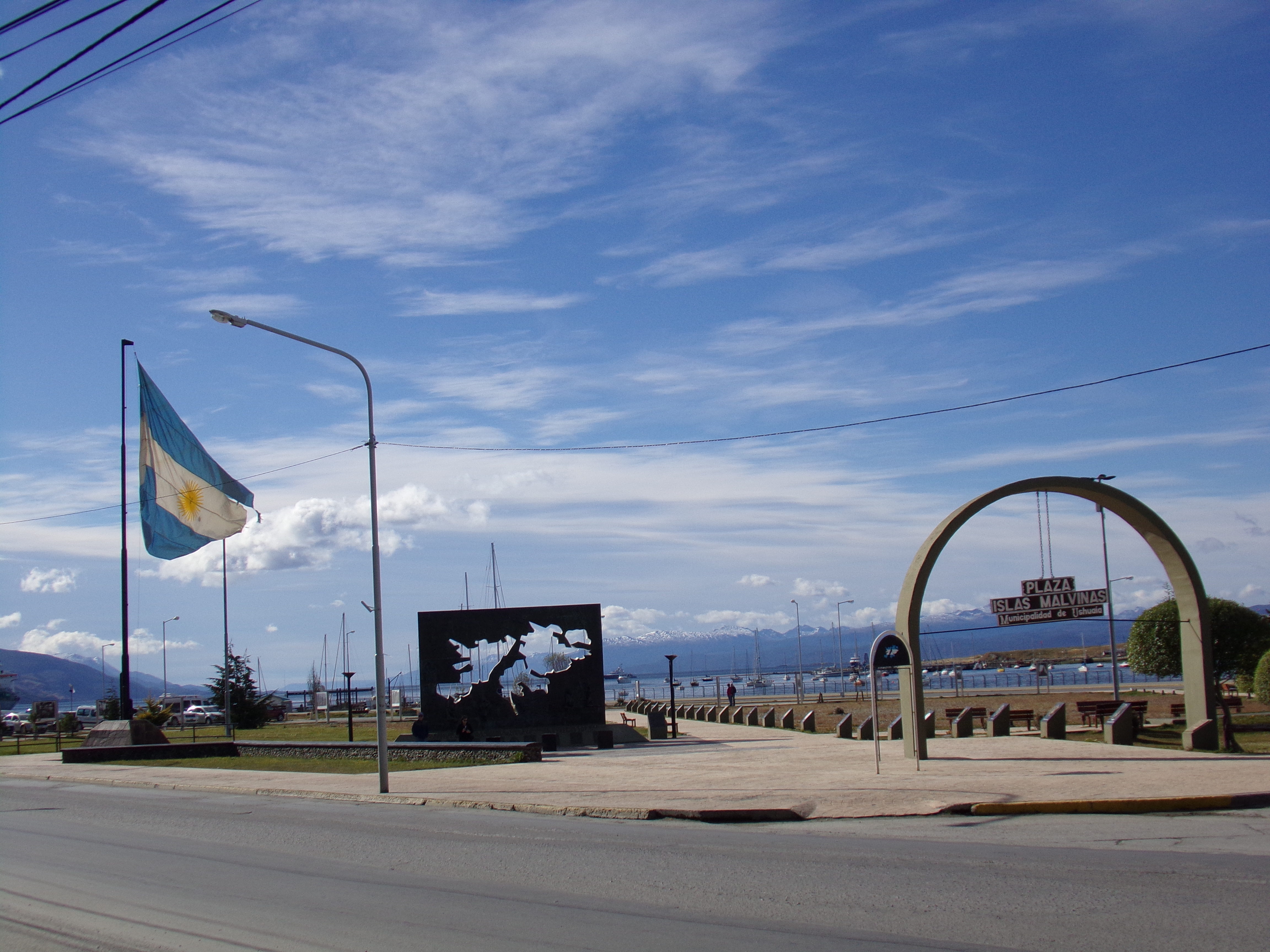
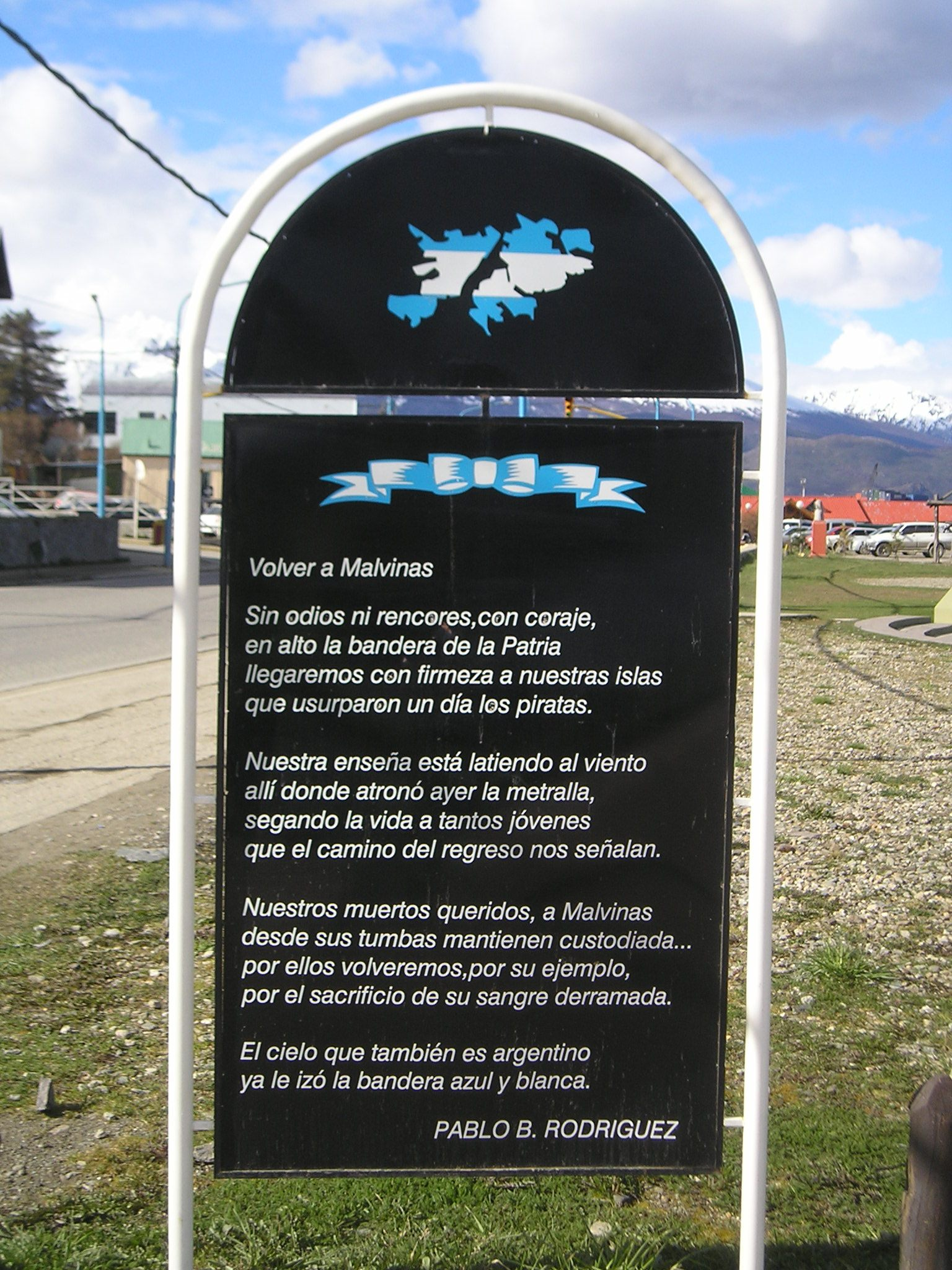
Poema
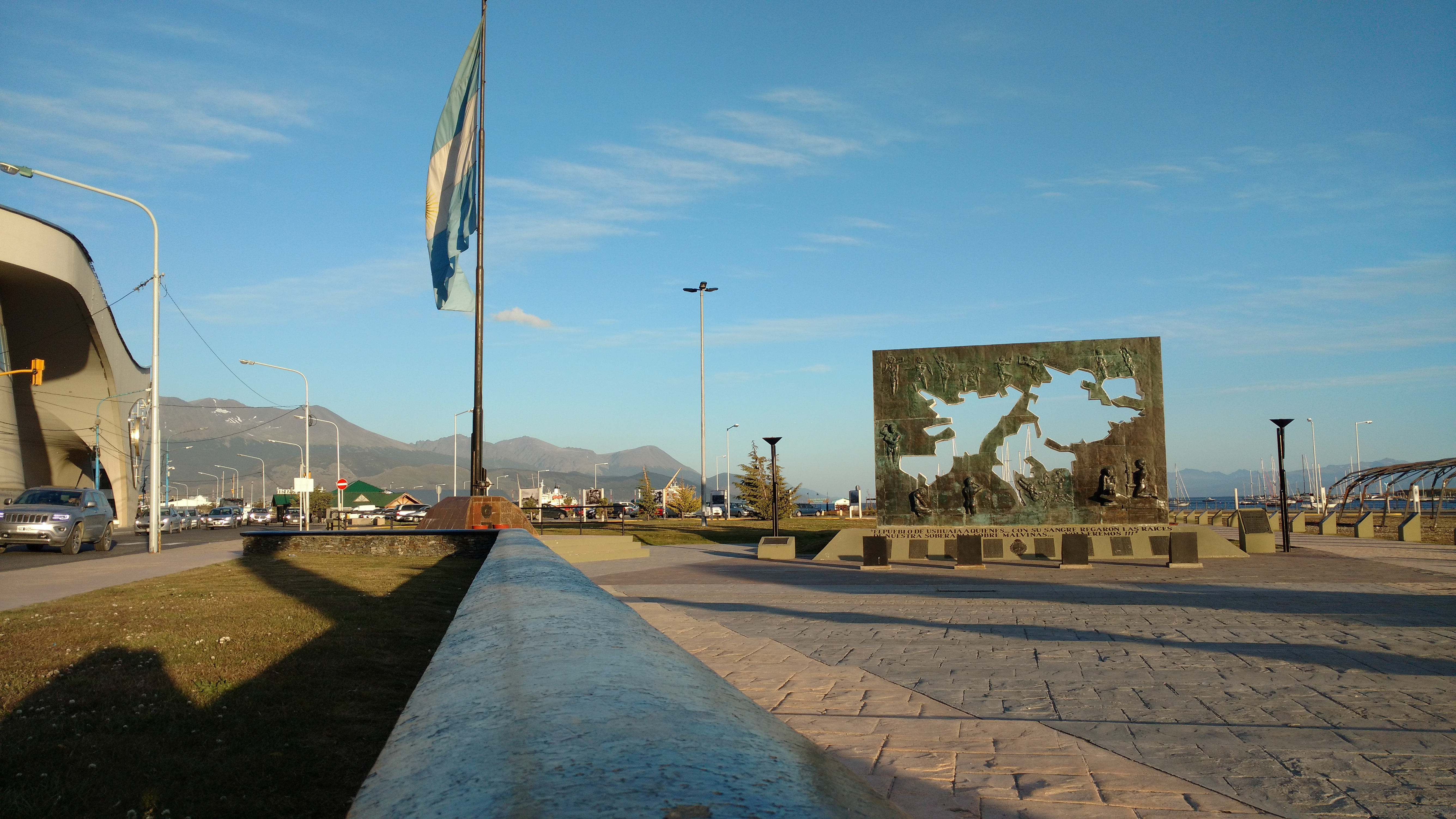